# Венцислав Мутафчийський
Венцислав Методієв Мутафчийський (болг. Венцислав Методиев Мутафчийски, 20 серпня 1964, Дупниця) — болгарський військовий лікар-хірург, професор і директор Болгарської військово-медичної академії, генерал-майор медичної служби, колишній керівник національного антикризового штабу для боротьби з коронавірусною хворобою.

## Біографія
Венцислав Мутафчийський народився в Дупниці, і отримав фах лікаря в Софійському медичному університеті в 1990 році. У 1989 році він став військовослужбовцем Збройних сил Болгарії у званні лейтенанта. З 1991 по 1993 рік — начальник медичної служби відділення IV кілометра. У 1996 році він закінчив спеціалізацію із загальної хірургії. З 1997 по 2002 рік Мутафчийський був доцентом клініки судинної хірургії Військово-медичної академії. З 2000 по 2003 рік він був старшим асистентом клініки загальної хірургії Військово-медичної академії. У 2005 році отримав спеціалізацію з військової хірургії і того ж року став докторантом, закінчив докторантуру в 2011 році. У 2012 році Мутафчийський отримав звання доцента. У 2014 році він очолив кафедру хірургії академіїА. У цьому ж році став Мутафчийський заступником начальника академії. З 2015 року — професор кафедри хірургії Військово-медичної академії.
У 2017 році Мутафчийський був призначений виконувачем обов'язків начальника Військово-медичної академії. 7 лютого 2018 року указом президента Республіки Болгарія та наказом міністра оборони призначений начальником ВМА та головним лікарем Збройних сил Болгарії. 6 травня 2019 року указом президента Болгарії йому було присвоєно звання генерал-майора.

## Родина
Венцислав Мутафчийський одружений. Дружина Олена — лікар-психіатр, у них є сини-близнюки Марк і Олександр (1994 року народження). Обидва сини закінчили навчання у Великій Британії, Марк — економіку, а Олександр — право.

## Голова Національного штабу з кризових ситуацій
Після спалаху епідемії COVID-19 в країні 24 лютого 2020 року Мутафчійський був призначений головою Національного оперативного штабу з боротьби з поширенням хвороби. Генерал почав проводити щоденні брифінги, на яких зачитував статистичні дані та відповідав на запитання журналістів. Він швидко став популярним і, мабуть, був публічною фігурою, яка була найбільше пов'язана з боротьбою з епідемією в країні.
Мутафчийський послідовно виступав за необхідність соціального дистанціювання як єдиного перевіреного заходу, який може уповільнити поширення коронавірусу та запобігти колапсу системи охорони здоров'я. Ще 13 березня 2020 року він заявив, що «ключовим словом для всіх заходів є соціальне дистанціювання та самоізоляція». 10 квітня 2020 року він був стурбований тим, що «на вулицях були групи по 7-8 людей», і пов'язав це зі сплеском заражень наступного тижня. Оскільки болгарський уряд офіційно не закривав церковні служби, як це було зроблено в сусідніх балканських країнах, Мутафчийський спостерігав за Великоднім богослужінням лише по телебаченню, і був задоволений тим, що заходів соціального дистанціювання та низької відвідуваності було достатньо, щоб запобігти перетворенню церков на джерело зараження, незважаючи на повідомлення про те, що кількість людей, які відвідують лише літургію в соборі Олександра Невського, обчислюється сотнями. Його очікування полягали в новому сплеску випадків хвороби, пов'язаному з збільшенням міжміських поїздок під час Великодніх свят.
1 травня 2020 року видання «Le Temps» назвало генерала героєм за боротьбу з пандемією в Болгарії, незважаючи на критичне ставлення до його рішень у болгарських засобах масової інформації, і отримав високу оцінку за відмову повідомити дискримінаційну етнічну статистику щодо циганської меншини в Болгарії. Мутафчийського також відзначили в Болгарії за його професіоналізм і спроби утриматися від політизації пандемії.
Протягом літа 2020 року Мутафчийський формально залишався головою Національного штабу з боротьби з епідемією, але де-факто був відведений на більш периферійну роль, а новий міністр охорони здоров'я Костадін Ангелов почав вести щоденні брифінги та засідання щодо ситуації з COVID-19 у країні. Вважається, що нахабний стиль висловлювання генерала та сутички з журналістами сприяли підриву його іміджу серед багатьох болгар. В інтерв'ю в грудні 2021 року Мутафчийський заявив, що до 13 травня 2020 року Болгарія дотримувалася стратегії нуль-COVID, а не «жити з COVID».
Країна дуже сильно постраждала від другої хвилі епідемії восени 2020 року та третьої навесні 2021 року. Мутафчийського відзначають як одного з небагатьох публічних діячів, які залишилися послідовними у вимогах ухвалення безкомпромісного підходу до коронавірусу, відмовляючись применшувати серйозність епідеміологічної ситуації в країні, хоча вважається, що його позиція зрештою стала думкою меншості в Національному оперативному штабі, який було розформовано в середині квітня 2021 року, а також серед багатьох політиків. Однак і самого Мутафчийського критикували за те, що він піддався політичному тиску та порушив певні медичні принципи, а також за участь у рішенні Болгарії не повністю використовувати свою початкову квоту на вакцину від ЄС.

## Військові місії
- 2000 — Табір біженців Радуша, Македонія[2][3]
- 2003 — Медична евакуація жертв теракту в Кербелі, Ірак[2][3]
- 2004 (січень) — Медична евакуація жертв терористичного акту в Кербелі з лікарні Ландштуль в Німеччині до Військово-медичної академії в Софії[2][3]
- 2004 (травень) — Медична евакуація військовослужбовців з лікарні Ландштуль в Німеччині до Військово-медичної академії в Софії[2][3]
- 2006—2007 — Хірург іспанського військово-польового госпіталю, база Арена, Герат, Афганістан[2][3]